# أماندين بوشارد
أماندين بوشارد (مواليد 12 يوليو 1995) هي لاعبة جودو فرنسية، فازت بالميدالية الفضية في وزن 52 في أولمبياد 2020.